# Cimiatene
Cimiatene era un districte de Paflagònia que deriva el seu nom de la fortalesa de Cimiata. Mitridates del Pont se'n va apoderar, i va fer de la ciutat de Cimiata (anomenada per ell Ctistes) una plaça forta base del seu poder al Regne del Pont.